# Pelgrimsroutes in Frankrijk naar Santiago de Compostella
De pelgrimsroutes naar Santiago de Compostella in Frankrijk zijn een systeem van routes naar het bedevaartsoord Santiago de Compostella in Spanje, waar zich het graf van de apostel Jacobus zou bevinden. De routes in Frankrijk zijn sinds 1998 opgenomen in de Werelderfgoedlijst van UNESCO.
De pelgrimshandleiding in het vijfde boek van de Codex Calixtinus uit de 12e eeuw noemt vier pelgrimswegen in Frankrijk, die uiteindelijk samenkomen in de Pyreneeën: de Via Turonensis, de Via Lemovicensis, de Via Podiensis en de Via Tolosana.
Aan deze pelgrimswegen bevonden zich talrijke graven van heiligen. Behalve deze vier hoofdwegen ontwikkelde zich een (internationaal) netwerk van kleinere pelgrimsroutes, die – voor een deel – nog in kaart gebracht kunnen worden. Zie het slot van dit artikel voor één van deze routes.
De criteria voor opname in het werelderfgoed waren:
- Criterium II: De routes speelden een zeer belangrijke rol bij religieuze en culturele uitwisseling in de late middeleeuwen. Dit blijkt ook uit de geselecteerde monumenten langs de routes in Frankrijk.
- Criterium IV: De spirituele en fysieke behoeften van de pelgrims leidden tot het ontstaan van een aantal speciale gebouwtypen, waarvan er vele ontstonden of verder ontwikkeld werden langs de Franse routes.
- Criterium VI: De pelgrimsroutes naar Santiago de Compostella getuigen van de macht en de invloed van het christelijke geloof onder alle klassen en in alle Europese landen gedurende de middeleeuwen.

In de kerk onder de basiliek Notre-Dame de Fourvière in Lyon bevindt zich aan de wand een tegeltableau, waarop alle routes zijn geschilderd.

## Pelgrimsroutes

### Via Turonensis

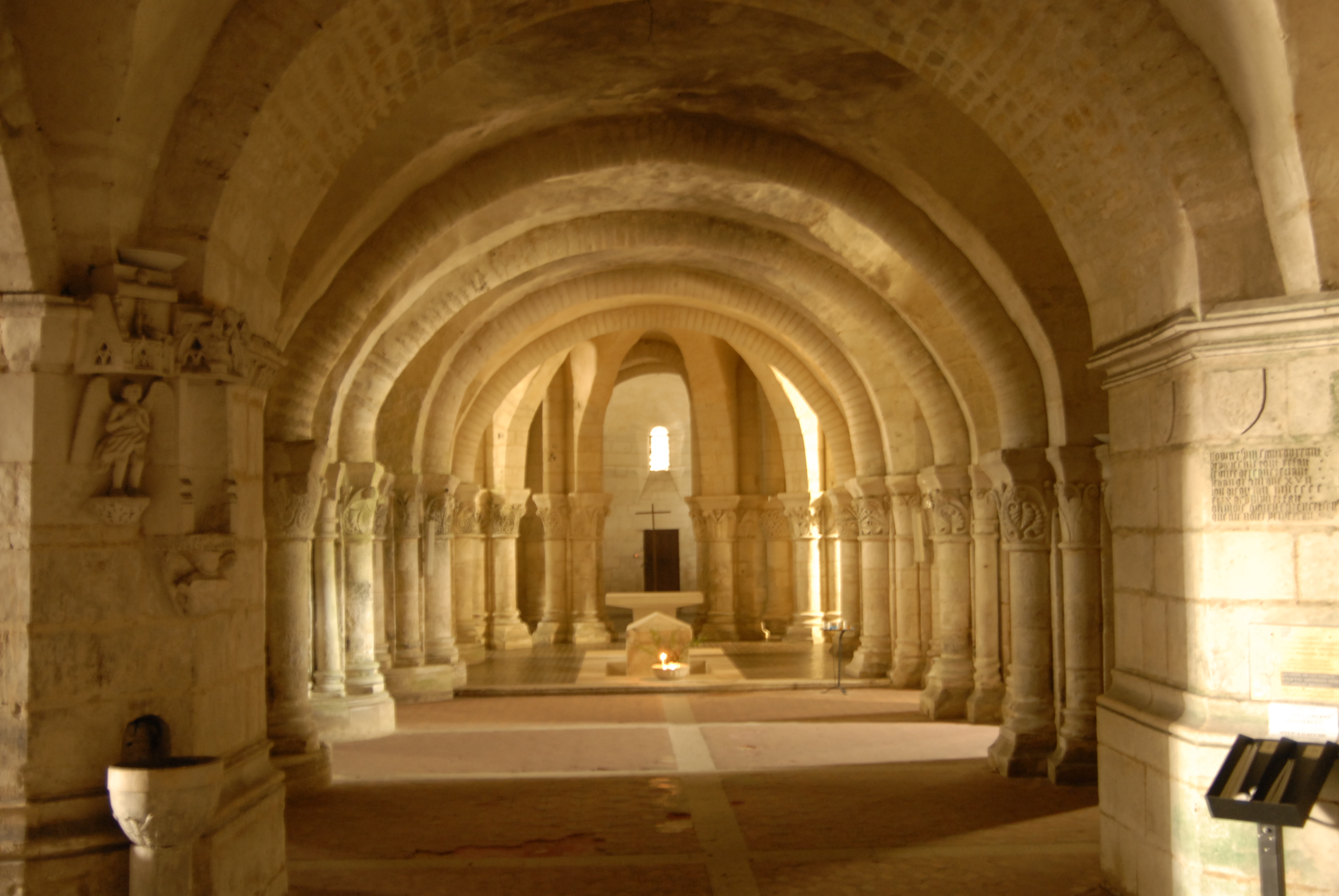
De basiliek Saint-Eutrope in Saintes biedt koelte op de Via Turonensis..

De Via Turonensis is de noordelijkste pelgrimsroute en ontleent zijn naam aan de heilige Martinus van Tours. De Codex Calixtinus noemt weliswaar Orléans als beginplaats, maar tegenwoordig wordt daarvoor uitgegaan van Parijs. Verzamelpunt van de pelgrims is de Tour Saint-Jacques – het enige overblijfsel van de middeleeuwse kerk Saint-Jacques-de-la-Boucherie – hoewel er geen historisch bewijs is voor juist dit beginpunt. Vandaar leidt de weg via de Rue Saint-Jacques naar de kerk Saint-Jacques-du-Haut-Pas, waar men in vroeger tijden de stad verliet. Na de historische Poitou en de romaanse kerken van de Saintonge, kunnen de pelgrims krachten opdoen bij de monumenten van Bordeaux, Blaye en Belin. Daarna volgt een lange tocht door de uitgestrekte droge dennenbossen van Les Landes en daarna in de Pyreneeën de pasovergang van Roncevaux. Ter hoogte van Pamplona wordt dan aangesloten op de Camino Francés.

### Via Lemovicensis

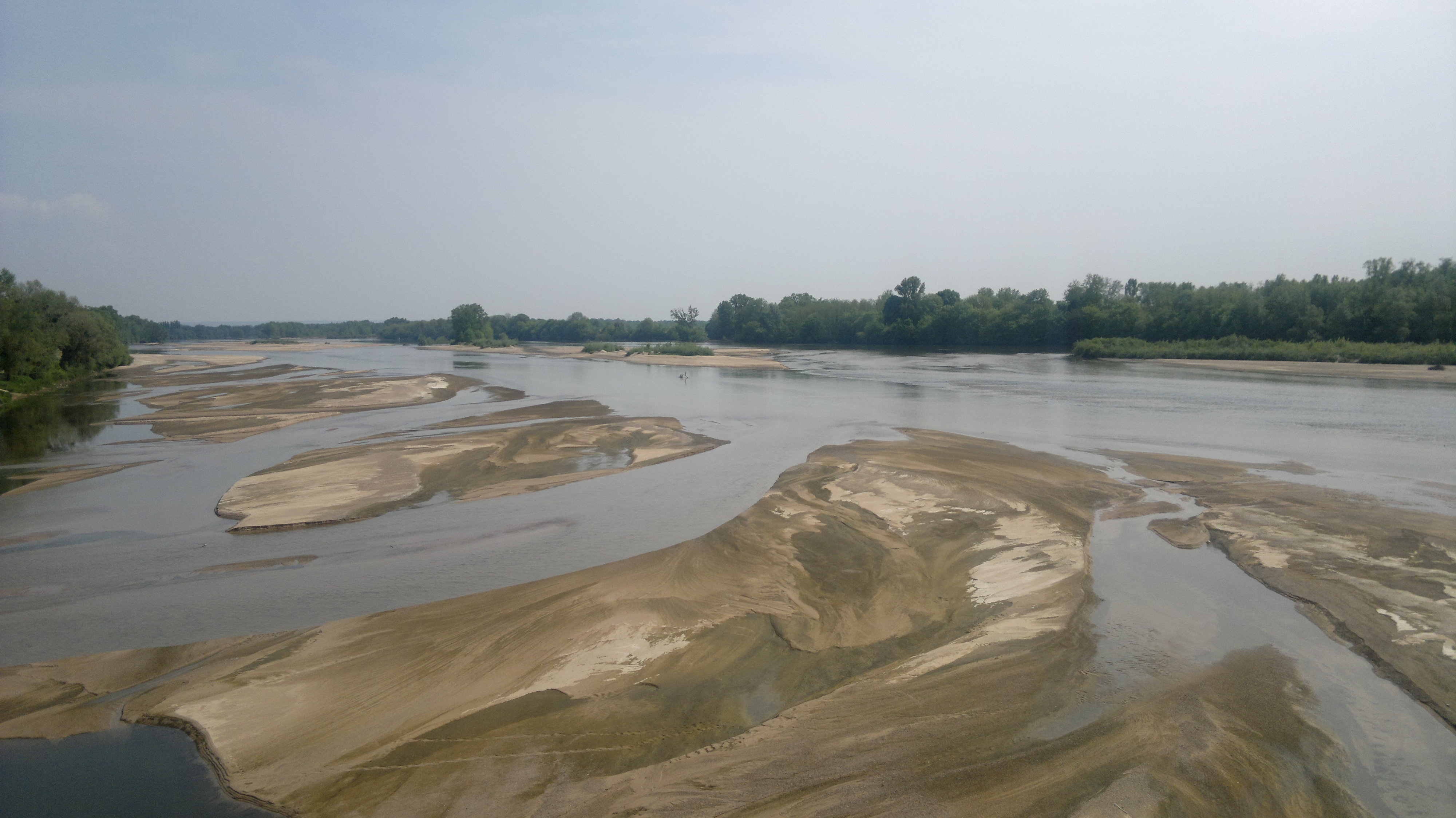
De Via Lemovicensis kruist het brede dal van de Loire.

De Via Lemovicensis is genoemd naar Limoges. De basiliek van Vézelay is een van de grootste cultuurschatten van Bourgondië en het beginpunt van deze route. De basiliek was vroeger het verzamelpunt voor pelgrims uit België, de Ardennen, Lotharingen en de Champagne. Het begin van de route kent twee verschillende varianten – noordelijk via La Charité-sur-Loire en Bourges, en zuidelijk via Nevers en Neuvy-Saint-Sépulchre – welke elkaar in de Limousin ontmoeten. Na Limoges volgen Périgueux, de oversteek van de Dordogne en de Garonne en een relatief korte traject door de bossen van Les Landes.

### Via Podiensis

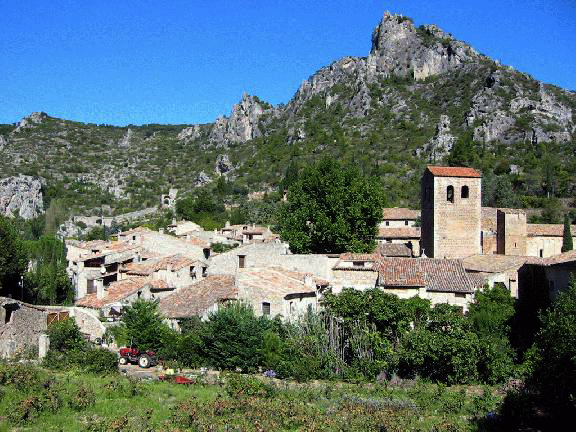
De Via Tolosana passeert het op de Causse du Larzac gelegen Saint-Guilhem-le-Désert.

De naam Via Podiensis is afgeleid van het latijnse podium ('platform' of 'heuveltop', van Le Puy). Bisschop Godescalc van Le Puy was in 951 een van de eerste niet-Spaanse pelgrims naar Santiago de Compostella. Uitgangspunt van deze route is de kathedraal Notre-Dame van Le Puy-en-Velay in Auvergne. De weg voert via het Centraal Massief naar de abdij van Aubrac, de abdijkerk van Sainte Foy en de abdij van Figeac. Daarna volgt de weg de Lot naar Cahors, in Gascogne door Condom en Aire-sur-l'Adour.

### Via Tolosana
De Via Tolosana ontleent haar naam aan de stad Toulouse; het begin van deze pelgrimsweg ligt echter in Arles. De route staat ook bekend onder de namen Via Arletanensis en Via Aegidia. In Arles verzamelden zich de pelgrims uit de Provence en Italië. In omgekeerde richting diende de weg de Spaanse en Franse pelgrims naar Rome, die in Italië de Via Francigena vervolgden.

## Historische monumenten
Langs de Franse pelgrimsroutes bevinden zich veel historische monumenten, waarvan er 71 deel uitmaken van het werelderfgoed.

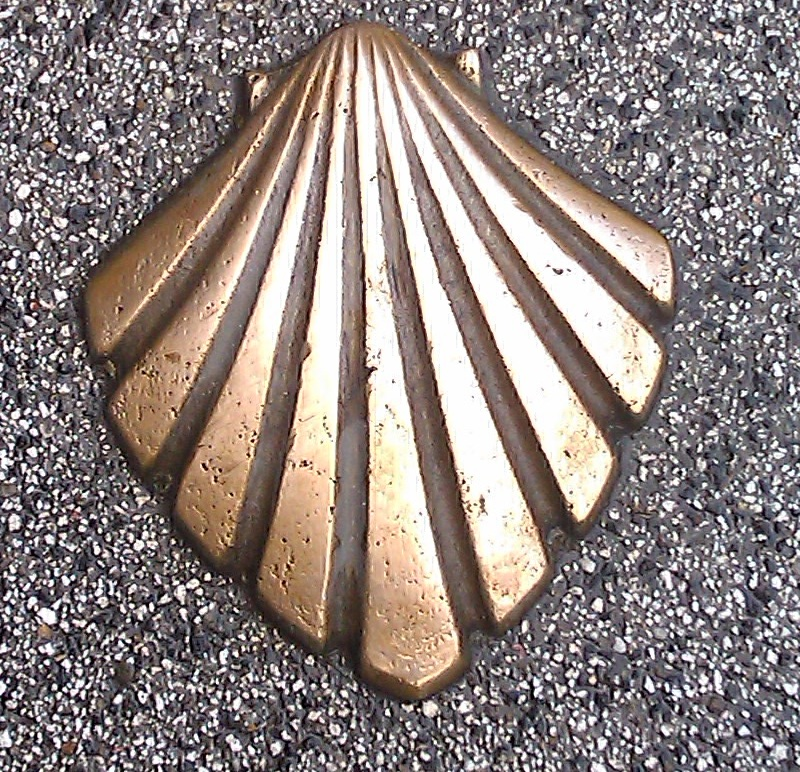
Belangrijke plaatsen en wegen langs de pelgrimsroute worden aangeduid met een sint-jakobsschelp (Doornik)

### RegioGrand Est
- Châlons-en-Champagne: kerk Notre-Dame-en-Vaux
- L'Épine: basiliek Notre-Dame

### RegioNouvelle-Aquitaine
- Agen: kathedraal Saint-Caprais
- Aire-sur-l'Adour: kerk Sainte-Quitterie
- Aulnay: kerk Saint-Pierre
- Bayonne: kathedraal Sainte-Marie
- Bazas: voormalige kathedraal
- Bordeaux: basiliek Saint-Seurin, basiliek Saint-Michel, kathedraal Saint-André
- Gourgé (Deux-Sèvres): kerk Saint-Hilaire: 9e-11e eeuw
- L'Hôpital-Saint-Blaise: kerk
- La Sauve-Majeure: abdij van Sauve-Majeure en kerk Saint-Pierre
- Le Buisson-de-Cadouin: voormalige abdij van Cadouin
- Melle: kerk Saint-Hilaire
- Mimizan: klokkentoren
- Oloron-Sainte-Marie: voormalige kathedraal Sainte-Marie d'Oloron
- Périgueux: kathedraal Saint-Front
- Pons: voormalig pelgrimsziekenhuis Hôpital des Pèlerins
- Poitiers: kerk Saint-Hilaire-le-Grand
- Saint-Avit-Sénieur: kerk
- Saint-Léonard-de-Noblat: kerk Saint-Léonard
- Saint-Sever: abdij van Saint-Sever
- Saint-Jean-Pied-de-Port: poort Saint-Jacques
- Sorde-l'Abbaye: abdij Saint-Jean
- Soulac: kerk van Notre-Dame-de-la-Fin-des-Terres
- Saintes: kerk Sainte-Eutrope
- Saint-Jean-d'Angély: koninklijke abdij van Saint-Jean-Baptiste

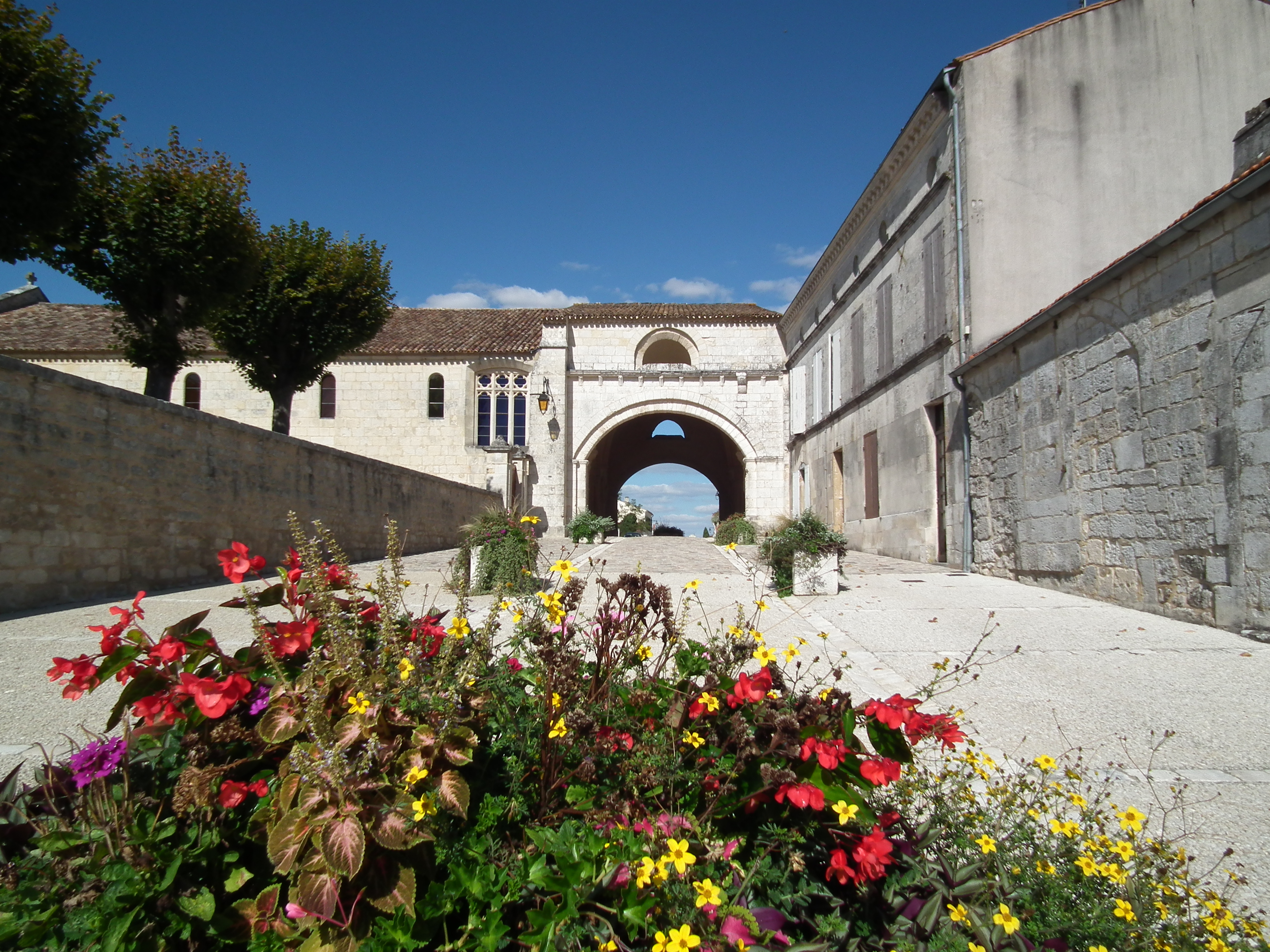
Hôpital des pèlerins de Pons, Pons
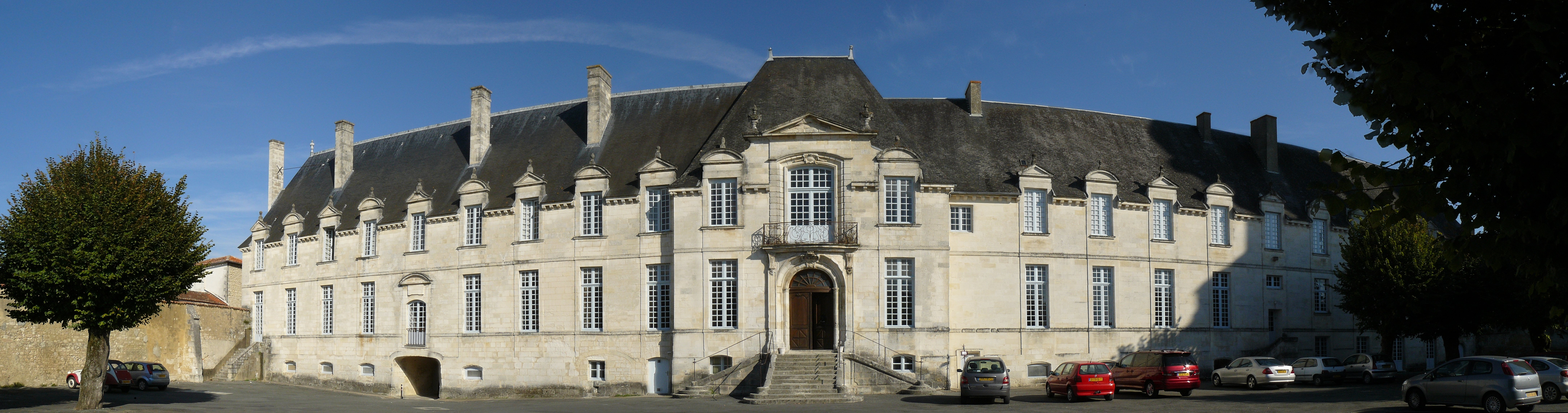
Abbaye Royale, Saint-Jean-d'Angély
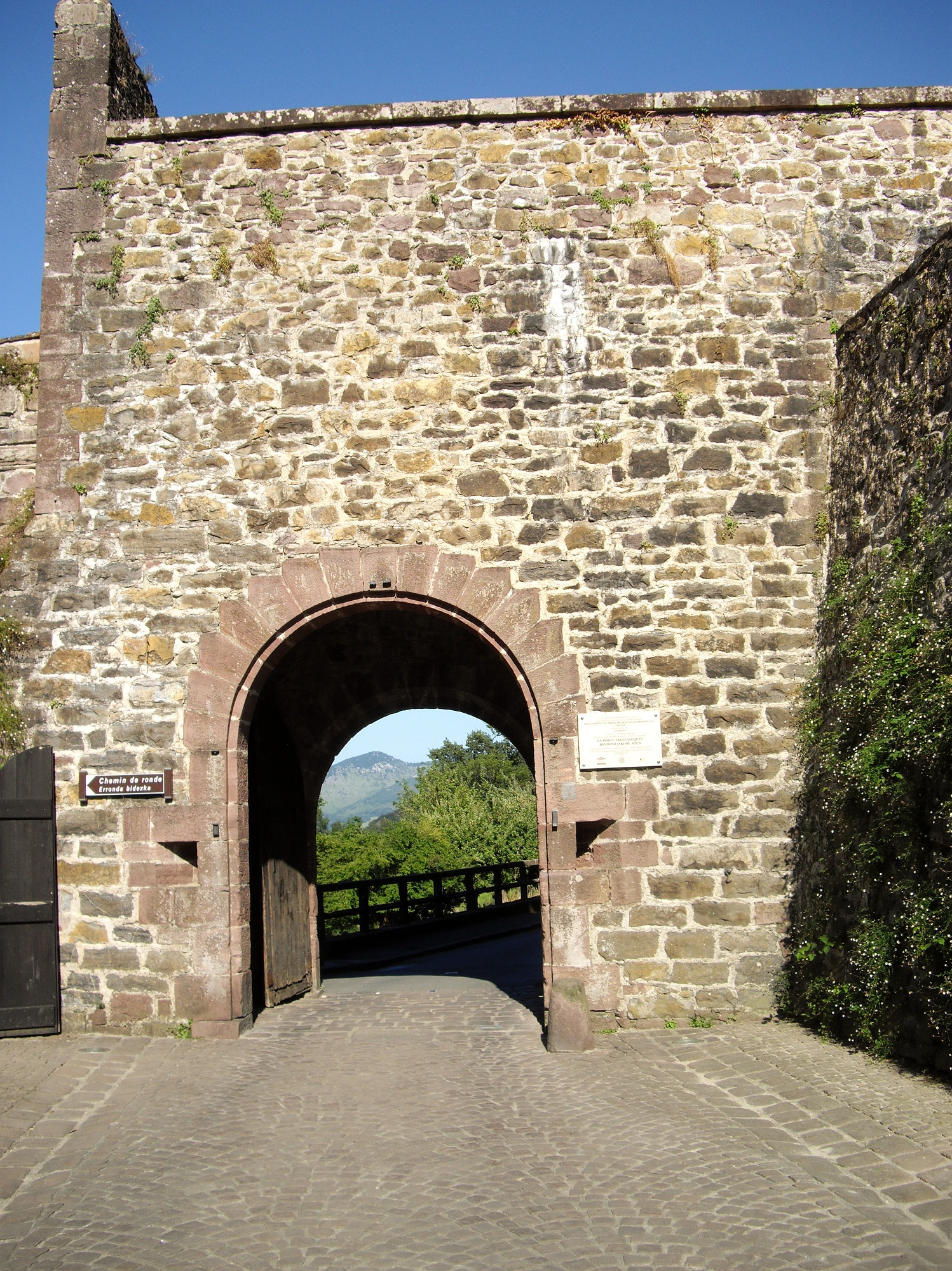
Porte Saint-Jacques, Saint-Jean-Pied-de-Port

### RegioAuvergne-Rhône-Alpes
- Clermont-Ferrand: kerk Notre-Dame du Port
- Le Puy-en-Velay: kathedraal Notre-Dame en het Hôtel-Dieu Saint-Jacques

### RegioBourgogne-Franche-Comté
- Asquins: kerk Saint-Jacques
- La Charité-sur-Loire: priorijkerk Sainte-Croix-Notre-Dame
- Vézelay: basiliek

### RegioCentre-Val de Loire
- Bourges: kathedraal Saint-Étienne
- Neuvy-Saint-Sépulchre: collegiale kerk Saint-Étienne

### RegioÎle-de-France
- Parijs: kerk Saint-Jacques-de-la-Boucherie

### RegioOccitanië
- Aniane/Saint-Jean-de-Fos: Pont du Diable
- Aragnouet: Hospice du Plan en kapel Notre-Dame-de-l'Assomption
- Auch: kathedraal Sainte-Marie
- Audressein: kerk van Tramesaygues
- Beaumont-sur-l'Osse et Larressingle: Pont d'Artigue (of Pont de Lartigue)
- Cahors: kathedraal Saint-Étienne en de Pont Valentré
- Conques: abdijkerk van Sainte Foy, brug over de Dourdou
- Espalion: Pont-Vieux
- Estaing: brug over de Lot
- Figeac: Hôpital Saint-Jacques
- Gavarnie: parochiekerk
- Gréalou: dolmen van Pech-Laglaire
- Jézeau: kerk Saint-Laurent
- La Romieu: collegiale kerk Saint-Pierre
- Moissac: abdijkerk Saint-Pierre en Abdij Saint-Pierre van Moissac
- Ourdis-Cotdoussan: kerk van Cotdoussan
- Rabastens: kerk Notre-Dame-du-Bourg
- Rocamadour: kerk Saint-Sauveur en crypte Saint-Amadour
- Saint-Guilhem-le-Désert: voormalige abdij van Gellone
- Saint-Gilles-du-Gard: voormalige abdijkerk
- Saint-Lizier: voormalige kathedraal en kloostergang Saint-Lizier, kathedraal Notre-Dame-de-la-Sède, bisschoppelijk paleis van Saint-Lizier, omwalling
- Saint-Chély-d'Aubrac: brug die genoemd wordt: des pèlerins
- Saint-Bertrand-de-Comminges: voormalige kathedraal Notre-Dame, vroegchristelijke basiliek van Saint-Bertrand-de-Comminges, kapel Saint-Julien
- Toulouse: basiliek Saint-Sernin, Hôtel-Dieu Saint-Jacques
- Valcabrère: kerk Saint-Just

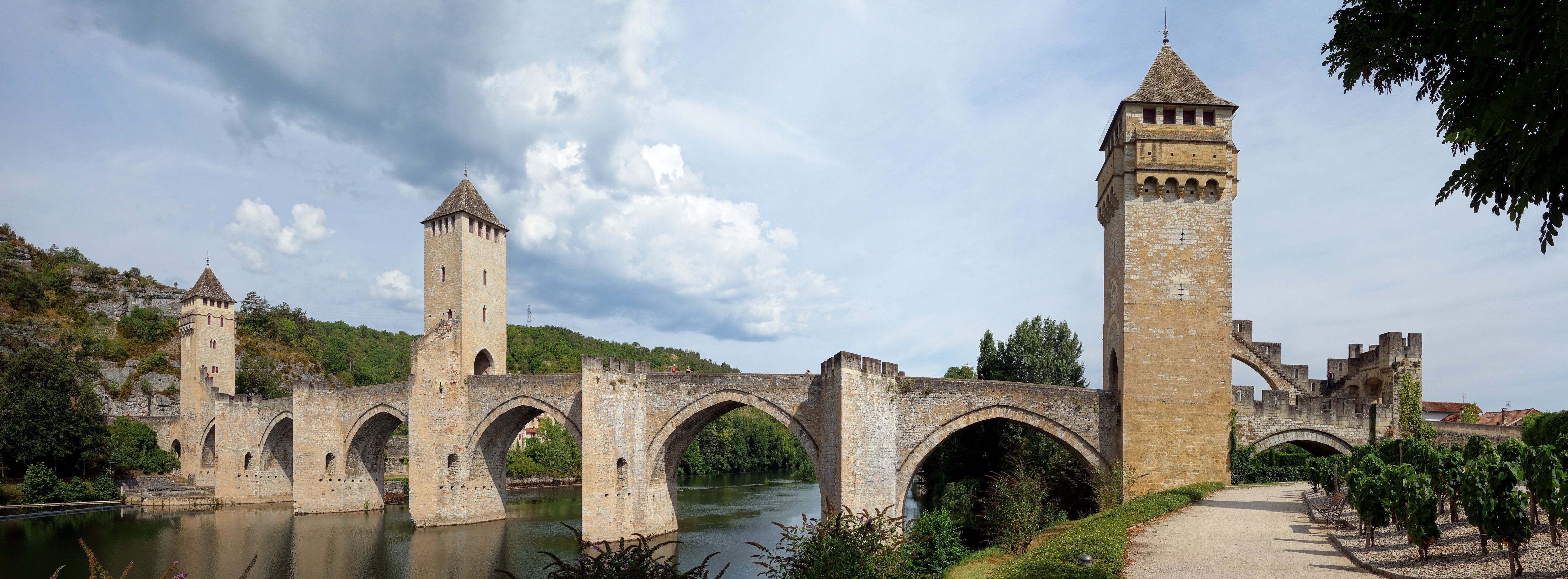
Pont Valentré, Cahors
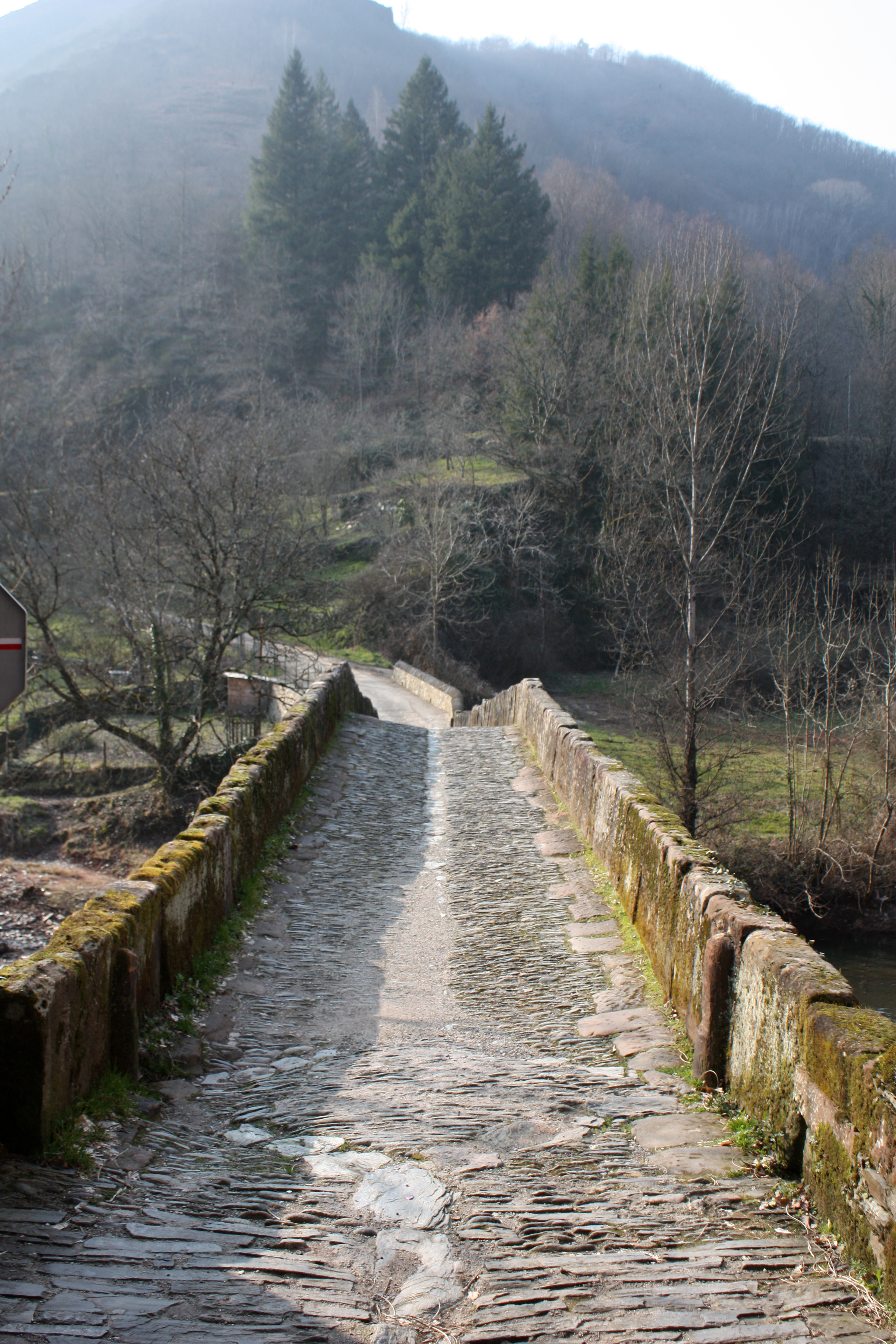
Brug over de Dourdou, Conques
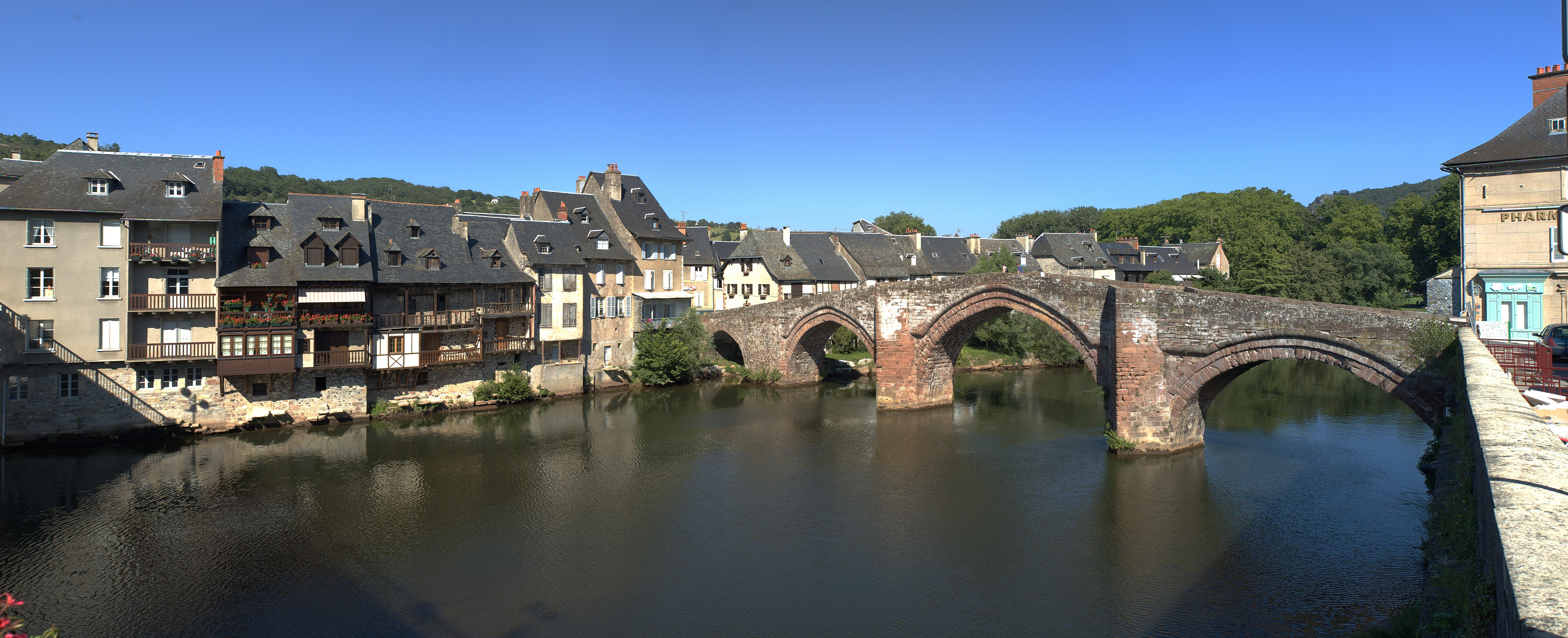
Espalion, Pont-Vieux
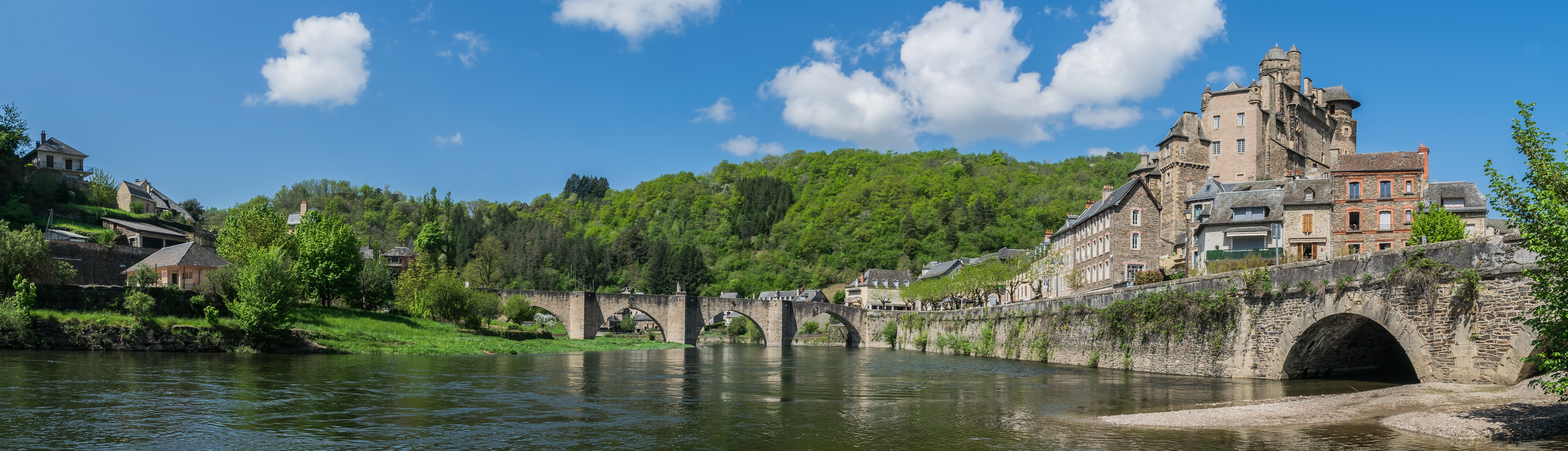
Estaing, brug over de Lot
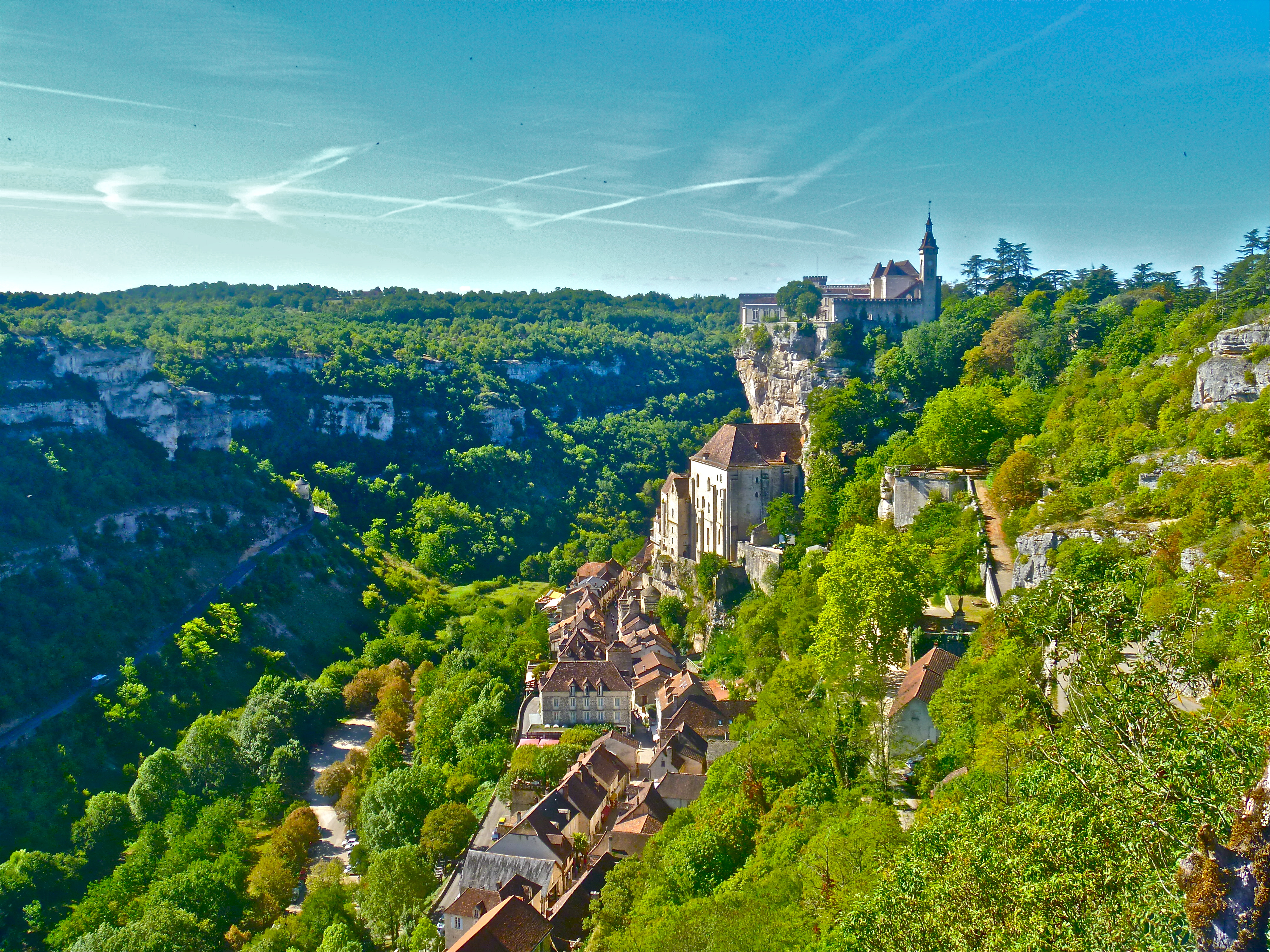
Rocamadour
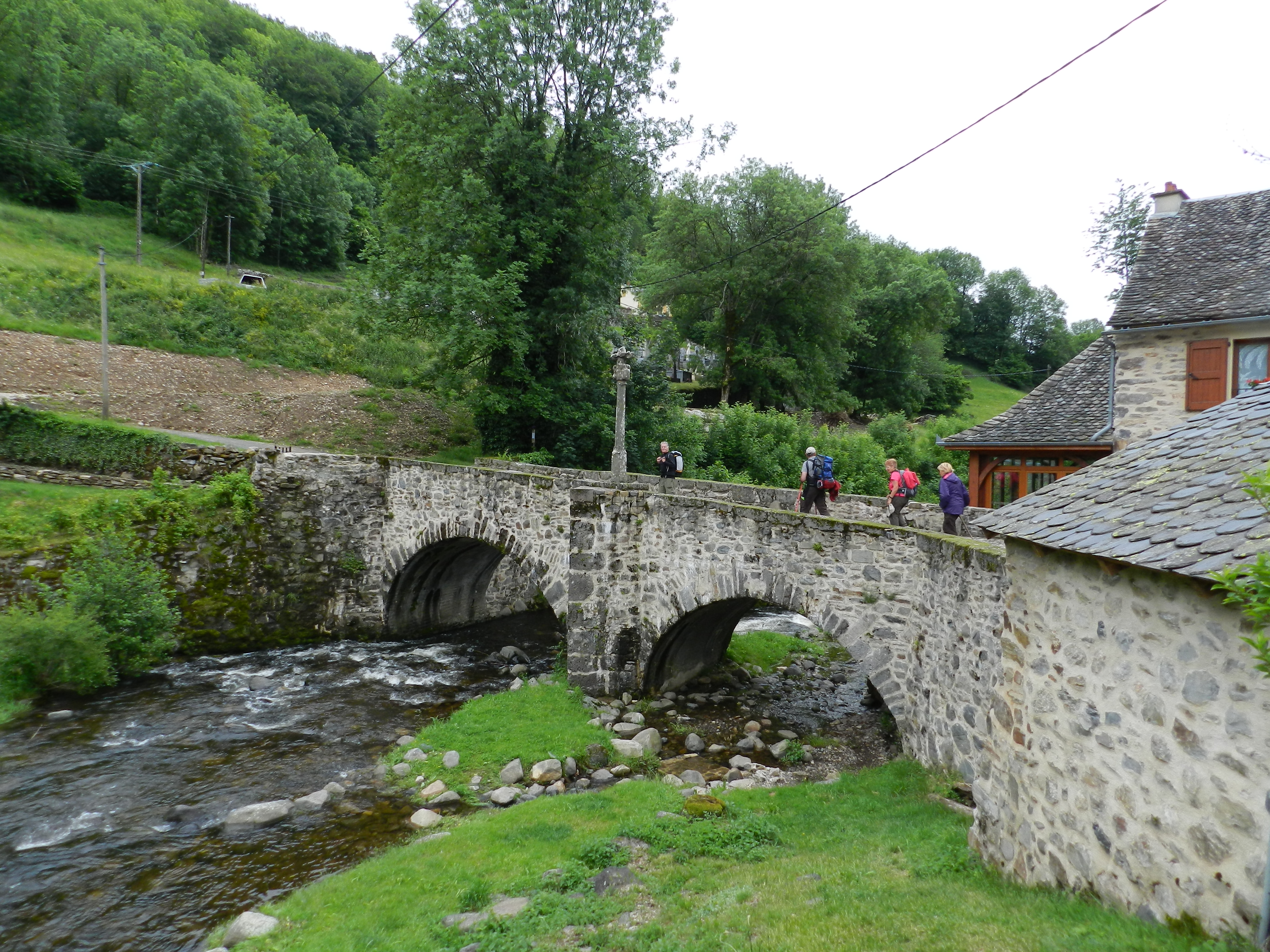
Pont des Pèlerins, Saint-Chély-d'Aubrac

### RegioHauts-de-France
- Amiens: Notre-Dame van Amiens
- Compiègne: parochiekerk Saint-Jacques
- Folleville: parochiekerk Saint-Jean-Baptiste
- Douai: Sint-Jacobskerk

### RegioNormandië
- Mont Saint-Michel

### RegioProvence-Alpes-Côte d'Azur
- Arles

Bovendien zijn zeven delen van de zgn. Chemin du Puy opgenomen in het werelderfgoed: tussen Nasbinals en Saint-Chély-d'Aubrac (17 km), tussen Saint-Côme-d'Olt en Estaing (17 km), tussen Montredon en Figeac (18 km), tussen Faycelles en Cajarc (22,5 km), tussen Bach en Cahors (26 km), tussen Lectoure en Condom (35 km), tussen Aroue en Ostabat (22 km)

## Andere routes
Buiten de routes opgenomen in de Werelderfgoedijst zijn er nog een aantal andere historische routes. Hiervan is te noemen de Voie de l'Abbaye de Beaufort in Bretagne, van de Abdij van Beaufort bij Paimpol naar Redon, ten zuiden van Rennes, en daar aansluiting gevend op een verdere route naar Santiago de Compostella.

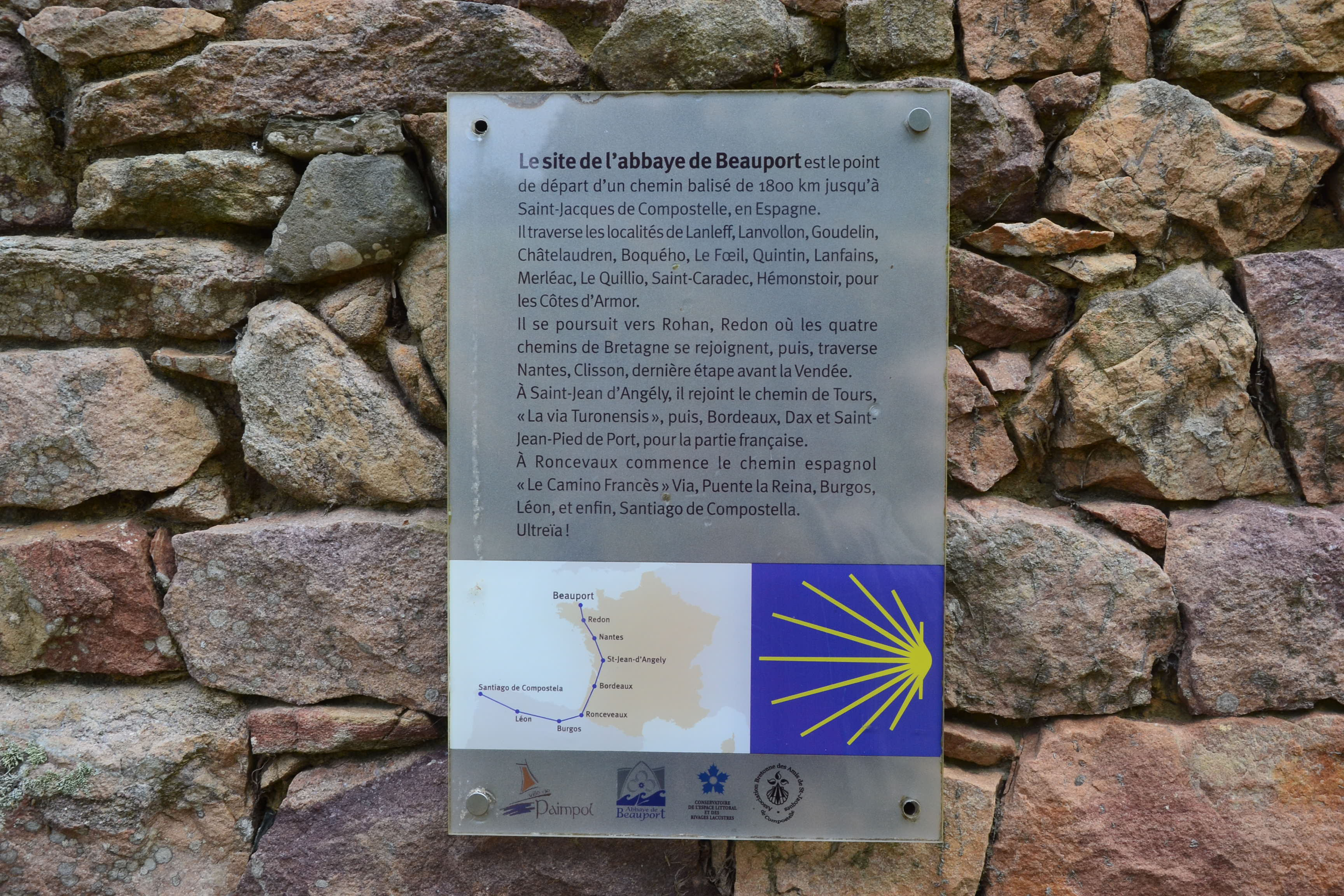
Kaart de Voie de l'Abbaye de Beaufort
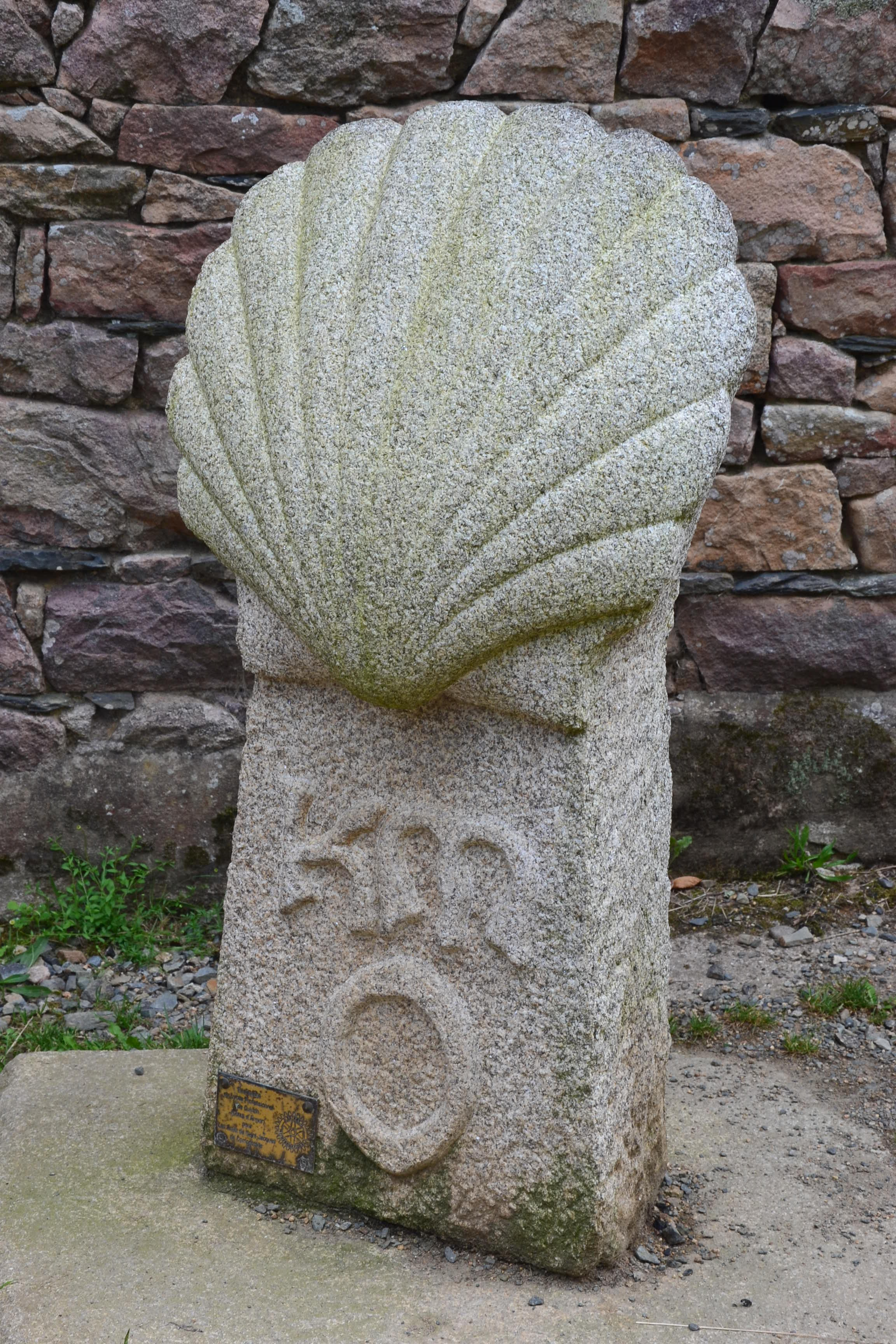
Km 0 aanduiding
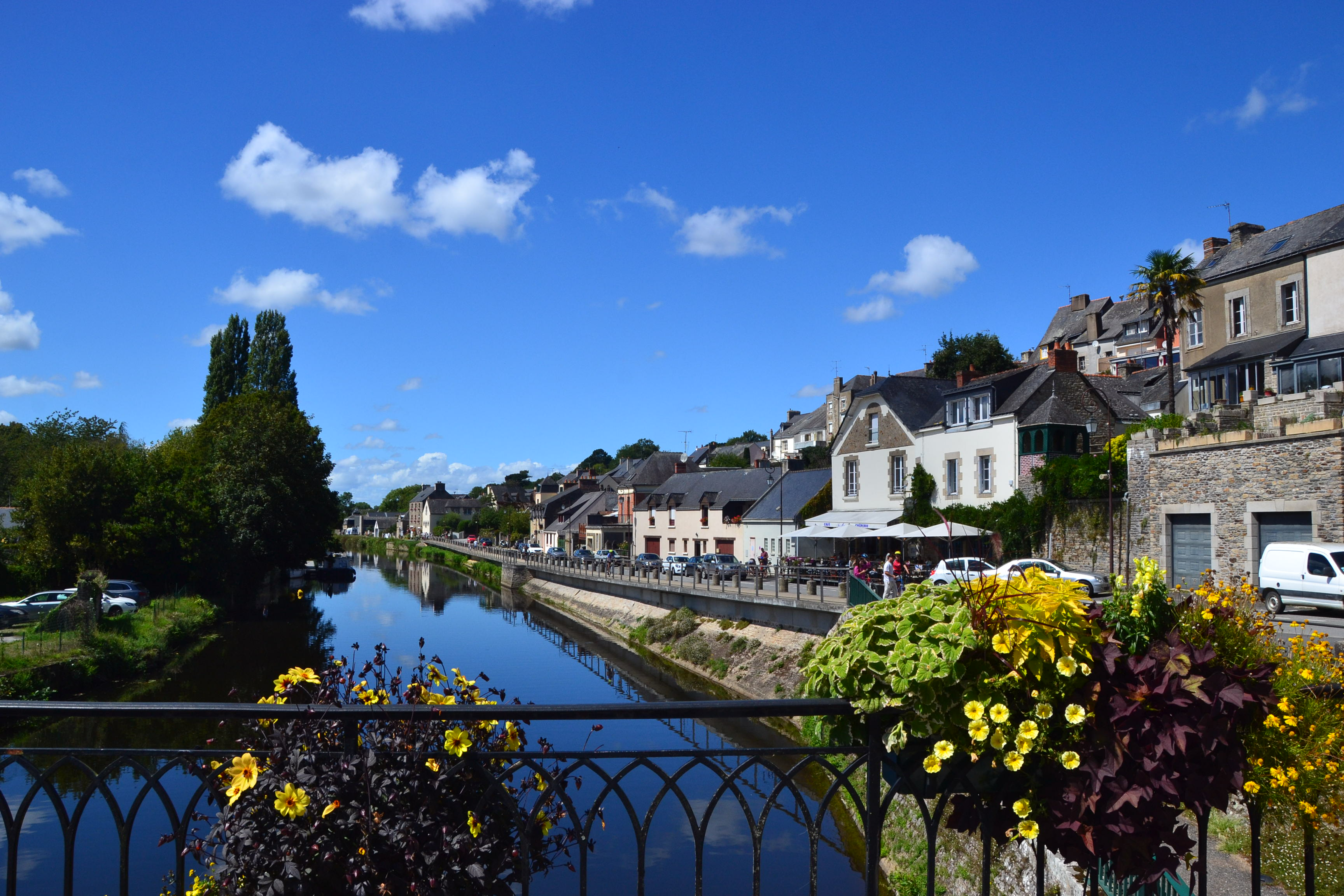
Voie de l'Abbaye de Beaufort (en de GR37/E5) in Josselin, departement Morbihan